# ولادیمیر گنادویچ تاردوف
ولادیمیر گنادویچ تاردوف (به روسی: Владимир Геннадиевич Тардов) (۱۹۳۸–۱۸۷۹) روزنامه‌نگار، نویسنده، شاعر و دیپلومات روس بود. او پنج سال کنسول اتحاد جماهیر شوروی در اصفهان بود.
تاردوف در سال ۱۸۷۹ میلادی در سنت پترزبورگ زاده شد. 
از جوانی به یادگیری زبان‌های گوناگون پرداخت ولی بسیار شیفته ادبیات پارسی شد. او در آغاز فعالیت‌های فرهنگی‌اش درباره تاریخ ایران مقاله‌هایی به زبان روسی نوشت.

## فعالیت‌های کنسولی در ایران
تاردوف از سال ۱۹۲۱ به عنوان کارمند رسانه‌ای سفارت شوروی در تهران مشغول به کار شد و از ۱۹۲۲ به مدت پنج سال کنسول شوروی در اصفهان بود. وی در این دوره آثار فراوانی از هنر ایران گردآوری کرد و در زمان بازگشت به مسکو آنها را به موزه دولتی هنرهای خاوری هدیه کرد.

## بازگشت به روسیه
تاردوف پس از بازگشت به روسیه به فعالیت‌های دانشگاهی-فرهنگی پرداخت. او در بنیاد خاورشناسی تدریس و اشعار حافظ را به روسی ترجمه کرد. از او به عنوان یکی از چهره‌های موثر در گسترش ایران‌شناسی در شوروی نام برده می‌شود.

## اعدام
تاردوف در سال ۱۹۳۸ به جرم جاسوسی و فعالیت‌های ضدانقلابی در اتحاد جماهیر شوروی اعدام شد.